# Everest (Kansas)
Everest ist eine Stadt im Brown County im Bundesstaat Kansas in den Vereinigten Staaten.

## Geschichte
Everest entstand um das Jahr 1882, als eine Eisenbahnlinie durch das Gebiet gebaut wurde. Benannt wurde der Ort nach Colonel Aaron S. Everest, einem Anwalt der Central Branch Union Pacific Railroad und Senator des Atchison County im Senat des Staates Kansas.

## Geographie
Nach Angaben des United States Census Bureau hat die Stadt eine Gesamtfläche von 0,64 km², die vollständig aus Land besteht.

## Bildung
Everest gehört zum Schulbezirk South Brown County USD 430.
Die frühere Everest High School wurde im Zuge der Schulzusammenlegung geschlossen, ihr Maskottchen waren die Everest Vikings.